# Верхняя Мульга
Верхняя Мульга— деревня в Курагинском районе Красноярского края в составе  Кордовского сельсовета.

## География
Находится на левом берегу реки Кизир примерно в  46 километрах по прямой на северо-восток от районного центра поселка Курагино .

## Климат
Климат резко континентальный с холодной зимой и жарким летом, суровый, с большими годовыми и суточными амплитудами температуры. Среднегодовая температура воздуха в северо-западной части — 1,5°С. Зима суровая и продолжительная. Морозы доходит до минус 40°С. Лето теплое, продолжается свыше двух месяцев. Безморозный период длится 106 дней; дней с температурой 5°С и более — 129. Средне-годовая температура колеблется от 0°С до минус  1°С. Продолжительность безморозного периода в центре котловины от 105 дней до 97 дней. Количество осадков 320—500 мм. Максимум осадков приходится на лето.

## Население
Постоянное население составляло 50 человек в 2002 году (100% русские),  38 в 2010.